# Karlsplatz, Wien

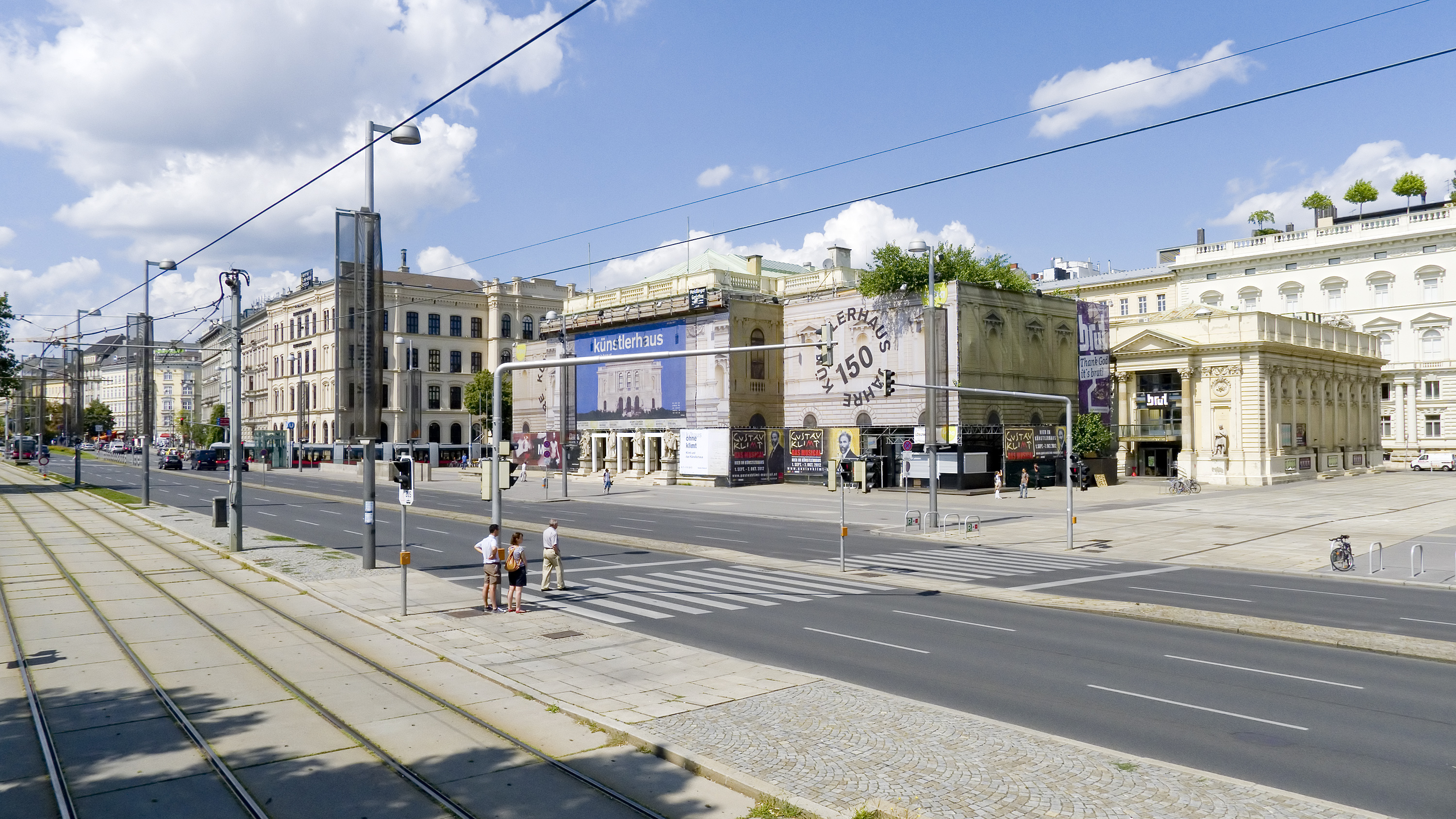
Karlsplatz i Wien

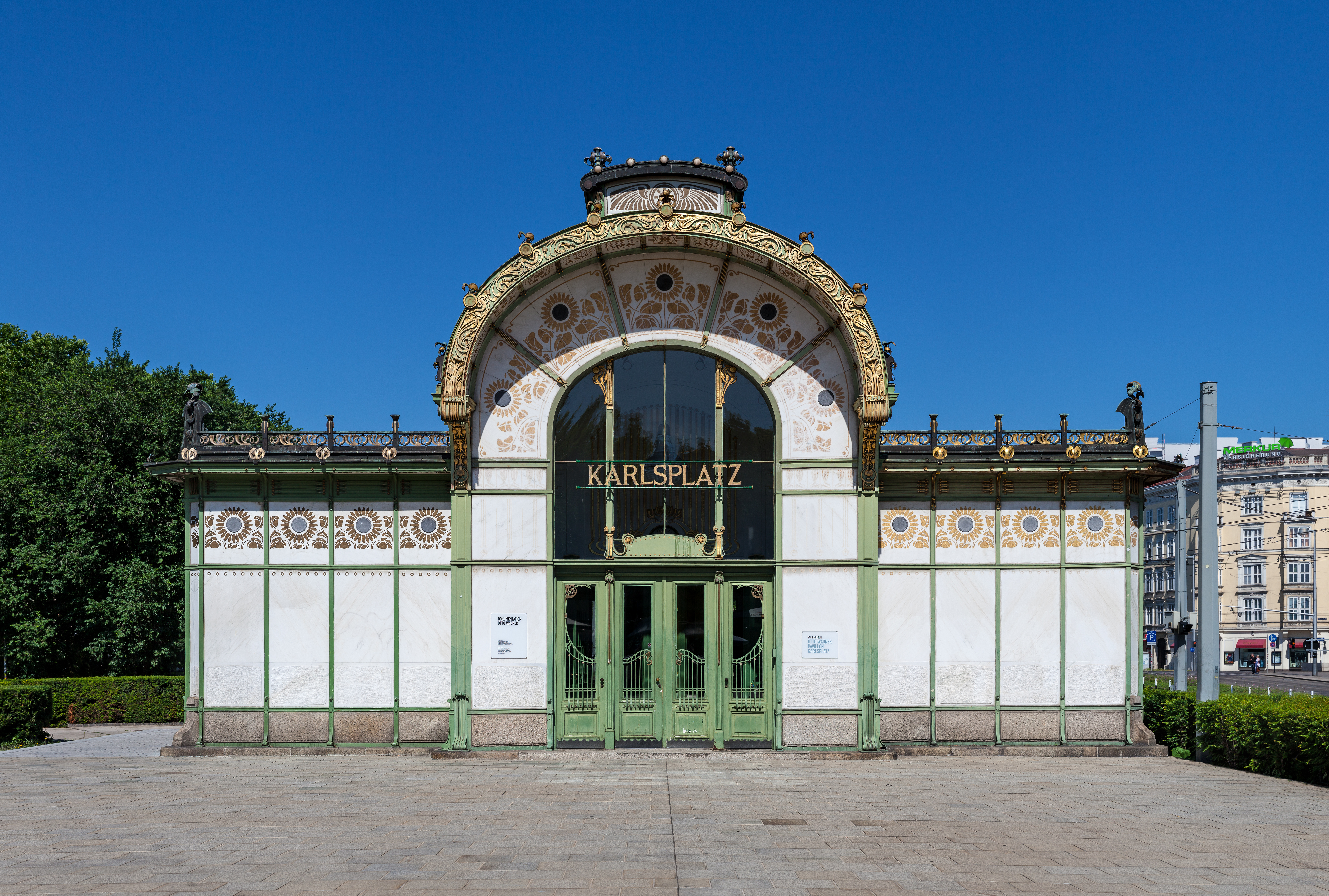
Otto-Wagner-Pavillon på Karlsplatz

Karlsplatz är ett torg i Wien mellan stadsdelarna Innere Stadt och Wieden. Det fick sitt namn efter kejsaren Karl VI. Karlsplatz är en viktig knutpunkt för Wiens tunnelbana och övriga kollektivtrafik.

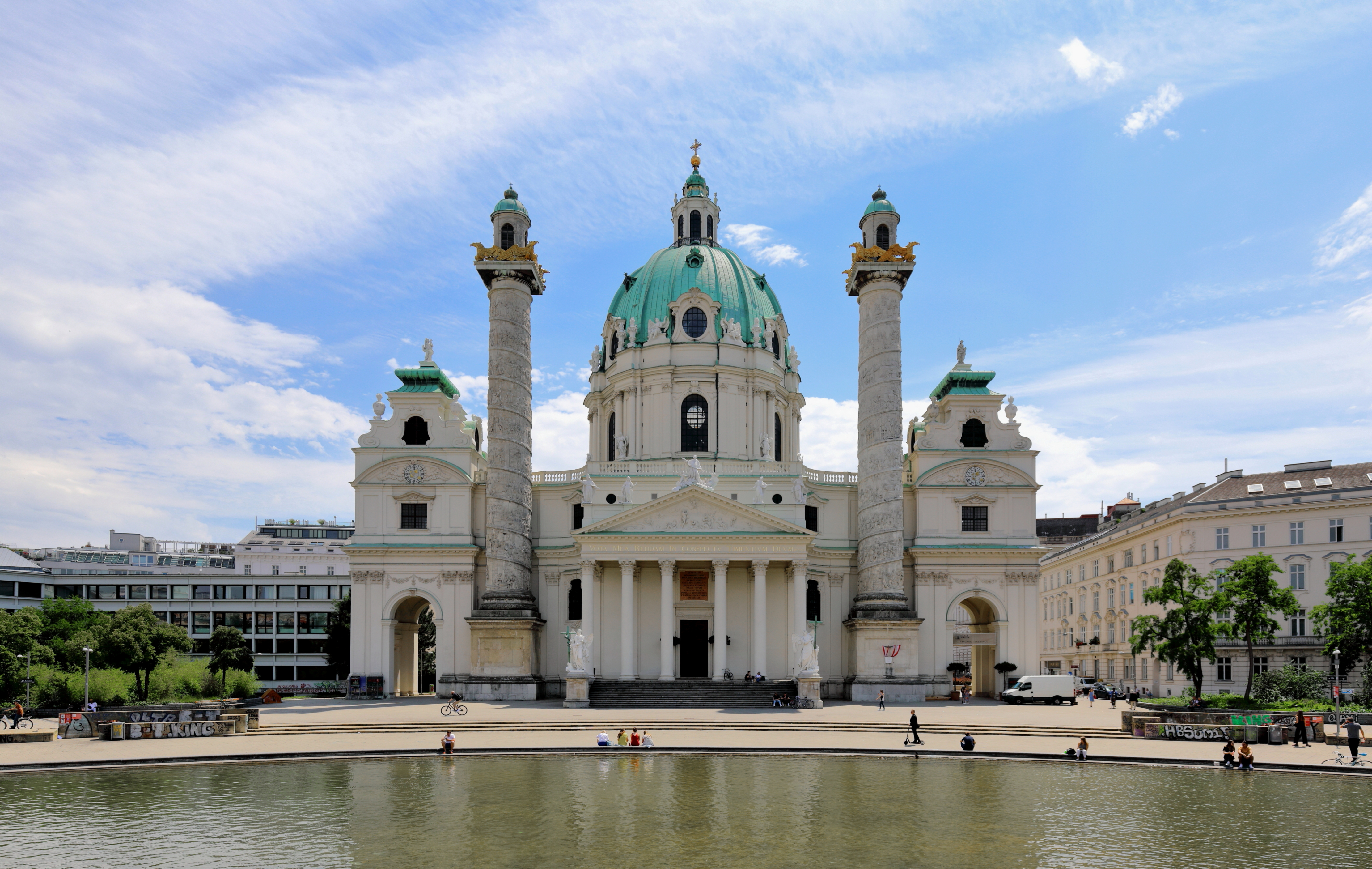
Karlskirche
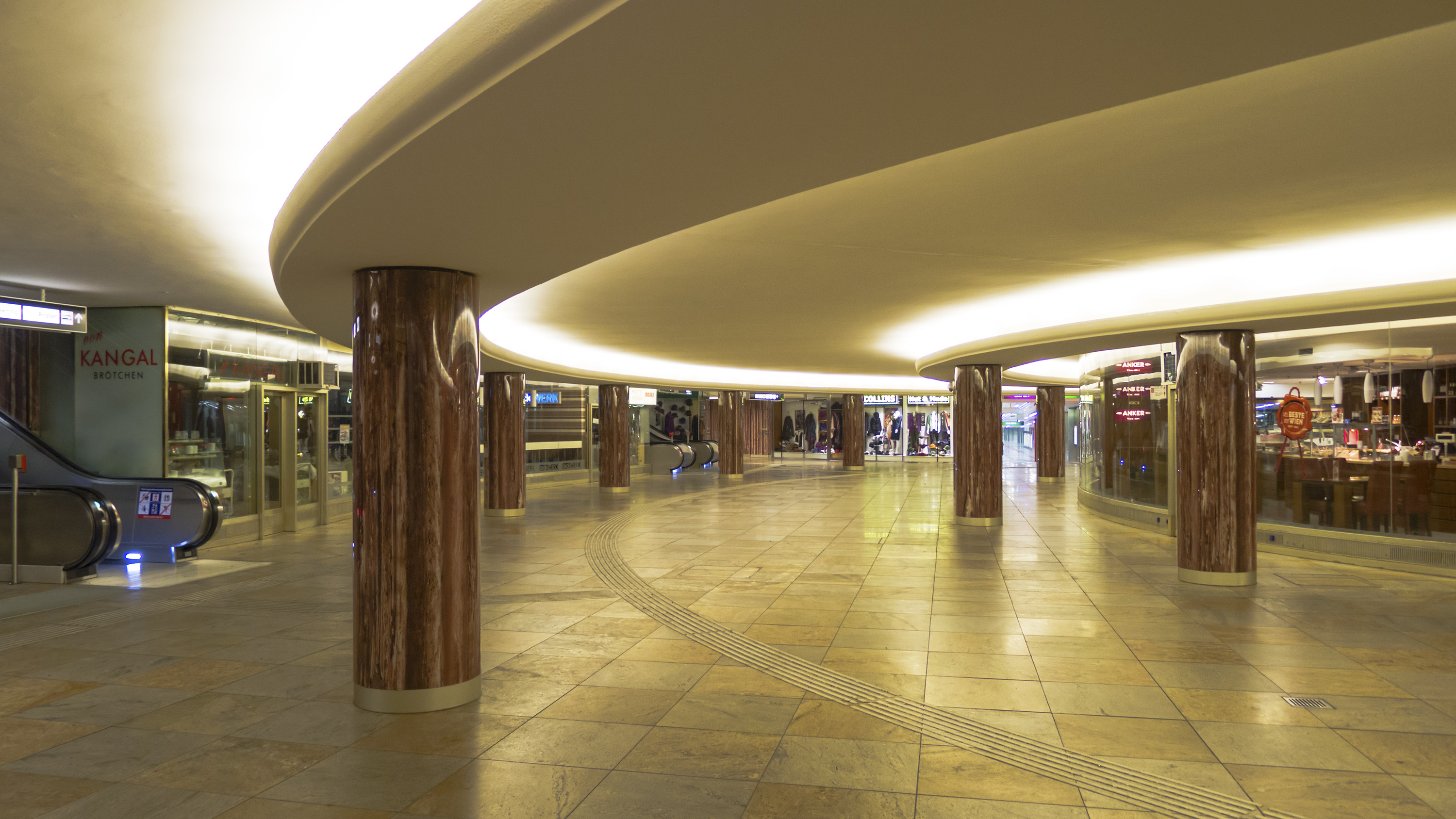
Opernpassage under Karlsplatz
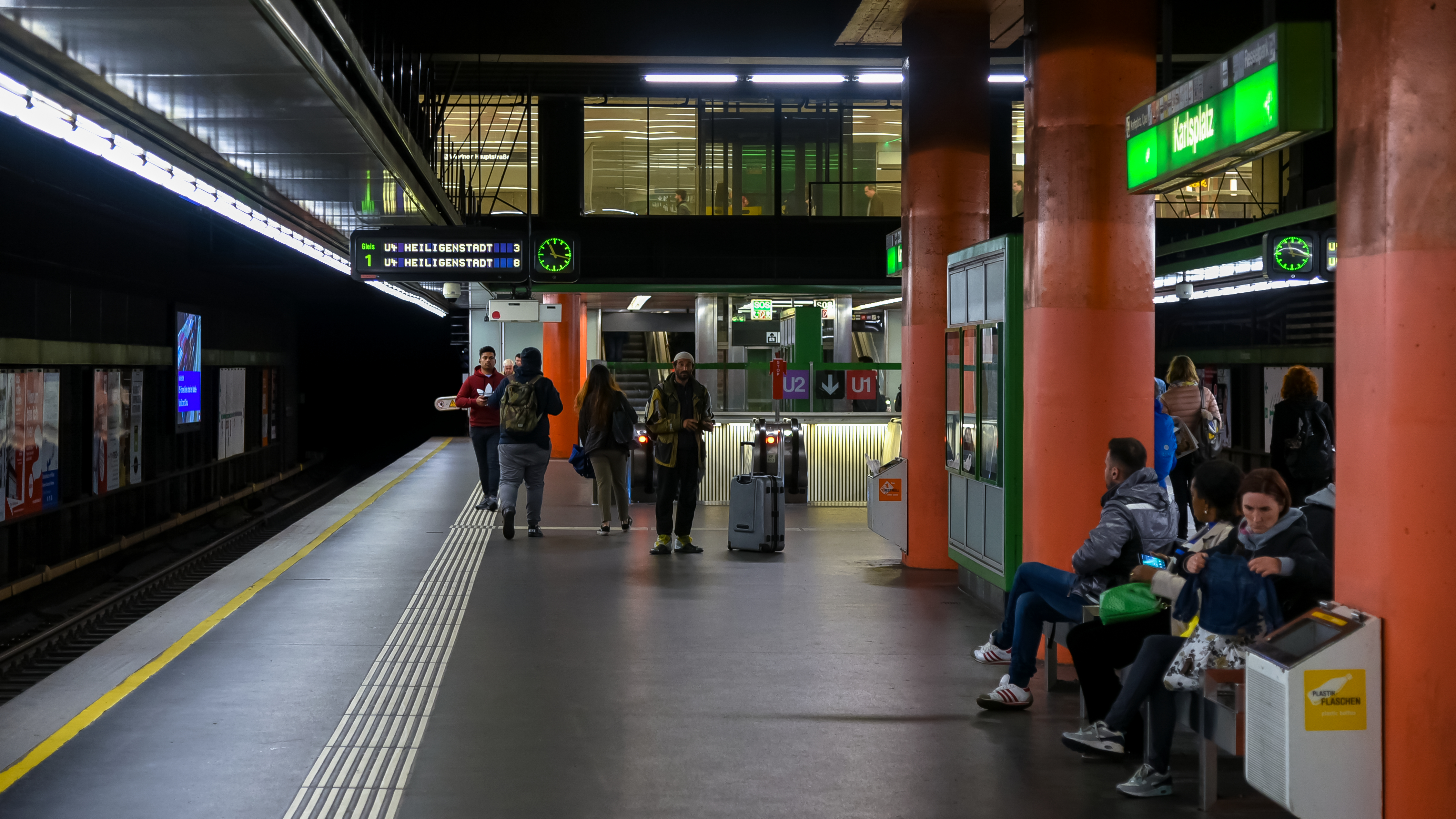
Karlsplatz t-banecentral